# Ryan Cochran-Siegle
Ryan Cochran-Siegle (Burlington, 27 marzo 1992) è uno sciatore alpino statunitense.

## Biografia
Ryan Cochran-Siegle proviene da una famiglia di grandi tradizioni nello sci alpino: figlio di Barbara, è nipote di Mickey il quale, dopo aver allenato personalmente i quattro figli che sarebbero entrati nella nazionale statunitense - oltre a Barbara, Lindy, Marilyn e Bob -, nel 1974 sarebbe divenuto allenatore della stessa squadra nazionale. Anche la generazione di Ryan avrebbe fornito diversi elementi alla nazionale statunitense, come i suoi cugini Roger Brown, Jimmy Cochran, Jessica Kelley, Tim Kelley e Robby Kelley.

### Stagioni 2008-2011
Cochran-Siegle, specialista delle prove veloci residente a Starksboro nel Vermont, ha debuttato in gare FIS il 16 dicembre 2007, disputando uno slalom speciale a Sugarloaf e giungendo 50º, e in Nor-Am Cup il 4 gennaio 2010 a Sunday River (36º in slalom speciale).
Il 12 dicembre 2010 ha conquistato la sua prima vittoria, nonché primo podio, in Nor-Am Cup nel supergigante tenutosi sulle nevi di Panorama, in Canada. Ha esordito in Coppa Europa il 26 gennaio 2011 a Méribel (44º in supergigante), mentre a fine stagione è risultato vincitore della classifica di supergigante e 3º nella classifica generale del circuito continentale nordamericano.

### Stagioni 2012-2025
Ha esordito in Coppa del Mondo il 26 novembre 2011 a Lake Louise, senza completare la prova di discesa libera; pochi giorni dopo, il 3 dicembre a Beaver Creek, ha conquistato in supergigante i suoi primi punti nel massimo circuito internazionale (29º). Il 2 marzo 2012 ha conquistato la medaglia d'oro nella discesa libera ai Mondiali juniores di Roccaraso, precedendo nell'ordine gli svizzeri Ralph Weber e Nils Mani; durante la stessa competizione, pochi giorni dopo, si è aggiudicato l'oro anche in combinata. Sempre nella stessa stagione in Nor-Am Cup ha vinto le classifiche di discesa libera e di supergigante ed è stato 2º nella classifica generale.

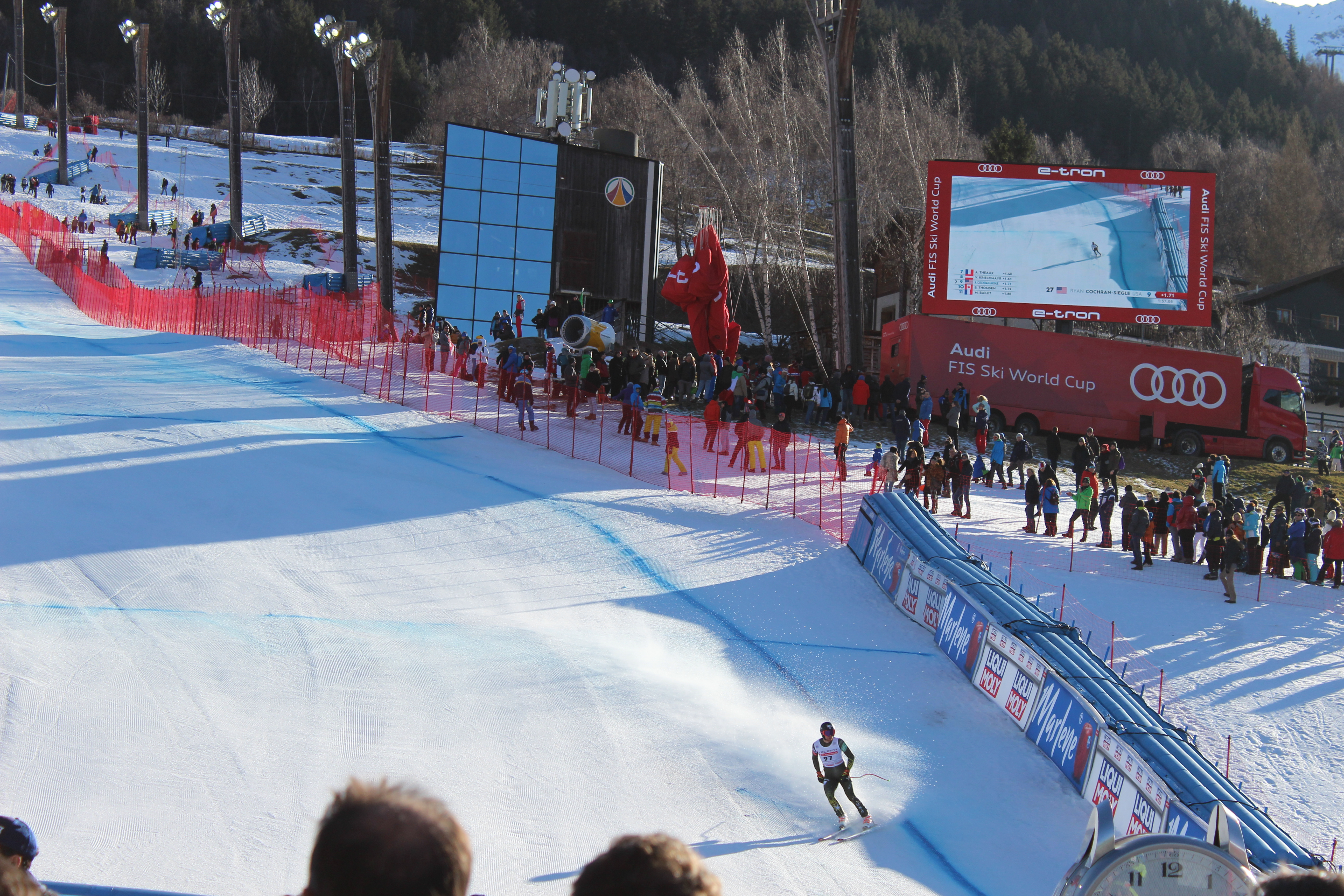
Ryan Cochran-Siegle al traguardo della pista Stelvio di Bormio, durante la discesa libera del 28 dicembre 2019 valida per la Coppa del Mondo 2020

Nel 2013 ha esordito ai Campionati mondiali, nella rassegna iridata di Schladming (15º nel supergigante, non ha concluso la supercombinata), mentre nel 2014 si è aggiudicato la Nor-Am Cup generale. Ai Mondiali di Sankt Moritz 2017 si è classificato 28º nel supergigante, 25º nello slalom gigante e 19º nella combinata. Ai XXIII Giochi olimpici invernali di Pyeongchang 2018, sua prima presenza olimpica, si è classificato 23º nella discesa libera, 14º nel supergigante, 11° nello slalom gigante e non ha completato la combinata. Ai Mondiali di Åre 2019 è stato 12º nella discesa libera, 11º nel supergigante, 21º nello slalom gigante e 18º nella combinata. 
Il 19 dicembre 2020, grazie al secondo posto nella discesa libera disputata sulla Saslong in Val Gardena, ha conquistato il primo podio in Coppa del Mondo e il 29 dicembre successivo la prima vittoria, nel supergigante disputato sulla Stelvio di Bormio, riportando la nazionale statunitense sul gradino più alto del podio della specialità dopo 14 anni, dall'ultima vittoria di Bode Miller. Ai XXIV Giochi olimpici invernali di Pechino 2022 ha vinto la medaglia d'argento nel supergigante, si è classificato 14º nella discesa libera e non ha completato lo slalom gigante; ai Mondiali di Courchevel/Méribel 2023 si è piazzato 24º nella discesa libera, 18º nel supergigante e 10º nella combinata e a quelli di Saalbach-Hinterglemm 2025 è stato 13º nella discesa libera, 7º nel supergigante e 4º nella combinata a squadre.

## Palmarès

### Olimpiadi
- 1 medaglia:
  - 1 argento (supergigante a Pechino 2022)

### Mondiali juniores
- 2 medaglie:
  - 2 ori (discesa libera, combinata a Roccaraso 2012)

### Coppa del Mondo
- Miglior piazzamento in classifica generale: 15º nel 2022
- 3 podi (2 in discesa libera, 1 in supergigante):
  - 1 vittoria (in supergigante)
  - 1 secondo posto (in discesa libera)
  - 1 terzo posto (in discesa libera)

#### Coppa del Mondo - vittorie
| Data             | Località | Paese  | Specialità |
| ---------------- | -------- | ------ | ---------- |
| 29 dicembre 2020 | Bormio   | Italia | SG         |

Legenda:

SG = supergigante

### Coppa Europa
- Miglior piazzamento in classifica generale: 88º nel 2012

### Nor-Am Cup
- Vincitore della Nor-Am Cup nel 2014
- Vincitore della classifica di discesa libera nel 2012
- Vincitore della classifica di supergigante nel 2011 e nel 2012
- 27 podi:
  - 12 vittorie
  - 8 secondi posti
  - 7 terzi posti

#### Nor-Am Cup - vittorie
| Data             | Località  | Paese       | Specialità |
| ---------------- | --------- | ----------- | ---------- |
| 12 dicembre 2010 | Panorama  | Canada      | SG         |
| 18 febbraio 2011 | Aspen     | Stati Uniti | SG         |
| 19 marzo 2011    | Whistler  | Canada      | SG         |
| 20 marzo 2011    | Whistler  | Canada      | SG         |
| 6 dicembre 2011  | Nakiska   | Canada      | SG         |
| 7 dicembre 2011  | Nakiska   | Canada      | SG         |
| 12 dicembre 2011 | Panorama  | Canada      | SG         |
| 14 febbraio 2011 | Aspen     | Stati Uniti | DH         |
| 11 marzo 2014    | Nakiska   | Canada      | GS         |
| 12 marzo 2014    | Nakiska   | Canada      | GS         |
| 19 marzo 2019    | Sugarloaf | Stati Uniti | DH         |
| 20 marzo 2019    | Sugarloaf | Stati Uniti | SG         |

Legenda:

DH = discesa libera

SG = supergigante

GS = slalom gigante

### Campionati statunitensi
- 11 medaglie[4]:
  - 6 ori (discesa libera nel 2012; supergigante nel 2017; supergigante, combinata nel 2018; slalom gigante nel 2019; supergigante nel 2020)
  - 4 argenti (supergigante, slalom gigante nel 2016; discesa libera, slalom gigante nel 2020)
  - 1 bronzo (supergigante nel 2011)

### Campionati statunitensi juniores
- 1 oro (supergigante nel 2010)[senza fonte]